# Мбея
Мбе́я (англ. Mbeya) — город на юго-западе Танзании. Является административным центром одноимённых области и округа. Население — 352 511 человек (по данным 2009 года).

## География
Город расположен в юго-западной части страны, недалеко от границы с Замбией и Малави. Мбея находится на высоте от 1600 до 2400 м над уровнем моря, у западных отрогов гор Ливингстона. Через город протекают восемь рек: Сисимба, Нзовуе, Имета, Хамзиа, Мфвизимо, Симба, Нкванана и Нсалага. Две последних впадают в Руаху.

## Климат
Климат Мбеи характеризуется небольшими среднегодовыми перепадами температур, что обусловлено её близостью к экватору. С другой стороны, расположение высоко в горах даёт о себе знать более низкими температурами, чем те, что характерны для субэкваториального пояса.
Чётко выражены сухой (май — октябрь) и влажный (ноябрь — апрель) периоды.
| Показатель              | Янв. | Фев. | Март | Апр. | Май  | Июнь | Июль | Авг. | Сен. | Окт. | Нояб. | Дек.  | Год  |
| ----------------------- | ---- | ---- | ---- | ---- | ---- | ---- | ---- | ---- | ---- | ---- | ----- | ----- | ---- |
| Абсолютный максимум, °C | 23,8 | 24,4 | 24,0 | 23,3 | 22,6 | 21,7 | 21,9 | 24,1 | 25,5 | 27,2 | 26,7  | 24,3  | 27,2 |
| Абсолютный минимум, °C  | 15,0 | 14,6 | 14,2 | 12,5 | 10,1 | 7,6  | 6,8  | 7,7  | 10,9 | 13,4 | 14,6  | 14,8  | 6,8  |
| Норма осадков, мм       | 96,1 | 56,3 | 55,9 | 56,5 | 9,0  | 10,0 | 0,0  | 0,0  | 1,0  | 3,5  | 28,9  | 113,8 | 431  |
| Источник:               |      |      |      |      |      |      |      |      |      |      |       |       |      |

## История
Мбея была основана в 1920-х годах как город старателей (ещё в 1905 году эти места были охвачены «золотой лихорадкой»). Вплоть до 1961 года Мбея находилась в составе британской Танганьики, когда была провозглашена независимость страны. С 1964 года, после объединения Танганьики и Занзибара, город — в составе Танзании.
В 1969 году началось строительство железной дороги Танзания — Замбия (ТАЗАРА), которая была проведена через Мбею.

## Административное деление
Мбея делится на 36 районов, а те, в свою очередь, на 180 улиц.

## Экономика
Город является крупным торговым центром. В его окрестностях развито животноводство и растениеводство. Выращиваются рис, бананы, маис и томаты. По оценкам, жизнь трети жителей города неразрывно связана с сельским хозяйством, 21 % заняты в сфере производства и заготовки пищевой продукции и 43,4 % имеют дополнительный заработок от выращивания сельхозпродукции, мелкой торговли и кустарного, домашнего производства. Ещё 2,3 % — домашние работники и другие группы населения.

## Образование
В городе насчитывается несколько высших учебных заведений. Среди них: Университет Теофило Кисанджи (англ. Teofilo Kisanji University), Мбейский институт науки и технологий (англ. Mbeya Institute of Science and Technology (MIST), в прошлом — Мбейский технологический колледж (англ. Mbeya Technical College (MTC))), Университет Мзумби (англ. Mzumbe University (MU)), Танзанийский институт бухгалтерского учёта (англ. Tanzania Institute of Accountancy (TIA)) и Институт исследований сельского хозяйства (англ. Agricultural Research Institute (ARI)).

## Транспорт
Через город, как уже было упомянуто выше, проходит железная дорога, соединяющая Танзанию и Замбию. Также в городе есть аэропорт.

## Спорт
В городе есть футбольный клуб «Prisons FC», выступающий в Чемпионате Танзании по футболу. Тренировки проходят на городском стадионе «Сокойне».

## Руквапитек
В 2013 году в долине Руква недалеко от Мбеи был найден и описан неизвестный ранее ископаемый представитель приматов, отнесённый к новому роду руквапитеков.